# Gymnostomum bescherellei
Gymnostomum bescherellei är en bladmossart som beskrevs av Brotherus, Geheeb och Theodor Carl Karl Julius Herzog 1910. Gymnostomum bescherellei ingår i släktet kalkkuddmossor, och familjen Pottiaceae. Inga underarter finns listade i Catalogue of Life.